# Казале-Корте-Черро
Казале-Корте-Черро (італ. Casale Corte Cerro, п'єм. Casal dla Cort Cèra) — муніципалітет в Італії, у регіоні П'ємонт,  провінція Вербано-Кузіо-Оссола.
Казале-Корте-Черро розташоване на відстані близько 560 км на північний захід від Рима, 110 км на північний схід від Турина, 10 км на захід від Вербанії.
Населення — 3433 особи (2014).
Щорічний фестиваль відбувається 23 квітня. Покровитель — святий Юрій.

## Демографія
Населення за роками:

Станом на 1 січня 2023 року в муніципалітеті офіційно проживало 128 іноземців з 27 країн, серед них 30 громадян країн Євросоюзу та 21 громадянин України.

## Сусідні муніципалітети
- Джерманьо
- Гравеллона-Точе
- Лорелья
- Оменья
- Орнавассо